# Фрутленд (Айова)
Фрутленд (англ. Fruitland) — місто (англ. city) в США, в окрузі Маскетін штату Айова. Населення — 963 особи (2020).

## Географія
Фрутленд розташований за координатами 41°20′51″ пн. ш. 91°7′44″ зх. д. / 41.34750° пн. ш. 91.12889° зх. д. (41.347423, -91.128774).  За даними Бюро перепису населення США в 2010 році місто мало площу 4,66 км², уся площа — суходіл.

## Демографія
Згідно з переписом 2010 року, у місті мешкало 977 осіб у 331 домогосподарстві у складі 277 родин. Густота населення становила 209 осіб/км².  Було 342 помешкання (73/км²).
Расовий склад населення:
| - 96,7 % — білих - 0,4 % — азіатів - 0,2 % — корінних американців - 2,3 % — осіб інших рас |

До двох чи більше рас належало 0,4 %. Частка іспаномовних становила 4,4 % від усіх жителів.
За віковим діапазоном населення розподілялося таким чином: 29,4 % — особи молодші 18 років, 63,7 % — особи у віці 18—64 років, 6,9 % — особи у віці 65 років та старші. Медіана віку мешканця становила 36,5 року. На 100 осіб жіночої статі у місті припадало 96,6 чоловіків;  на 100 жінок у віці від 18 років та старших — 96,6 чоловіків також старших 18 років.
Середній дохід на одне домашнє господарство  становив 82 042 долари США (медіана — 80 217), а середній дохід на одну сім'ю — 87 260 доларів (медіана — 82 174). Медіана доходів становила 48 056 доларів для чоловіків та 39 100 доларів для жінок. За межею бідності перебувало 3,6 % осіб, у тому числі 0,0 % дітей у віці до 18 років та 5,3 % осіб у віці 65 років та старших.
Цивільне працевлаштоване населення становило 690 осіб. Основні галузі зайнятості: виробництво — 28,3 %, освіта, охорона здоров'я та соціальна допомога — 19,7 %, роздрібна торгівля — 13,9 %.